# 佐伯清一
佐伯 清一（さえき せいいち、1885年（明治18年）11月3日 - 没年不明）は、大日本帝国陸軍軍人。最終階級は陸軍中将。

## 経歴
1885年（明治18年）に山口県で生まれた。陸軍士官学校第17期、陸軍大学校第29期卒業。1929年（昭和4年）8月1日に陸軍歩兵大佐進級と同時に陸軍歩兵学校教官に着任。1930年（昭和5年）5月に歩兵第44連隊長に転じ、1931年（昭和6年）8月に陸軍歩兵学校教導連隊長、1932年（昭和7年）4月に第20師団参謀長を歴任した。
1934年（昭和9年）3月5日に陸軍少将進級と同時に歩兵第30旅団長に着任。4月2日に第20師団司令部附となり、12月10日に歩兵第12旅団長に転じ、1935年（昭和10年）12月に陸軍歩兵学校幹事に就任した。1937年（昭和12年）3月1日に東京湾要塞司令官に就任し、8月2日に陸軍中将に進級。同年8月26日に参謀本部附となり、1938年（昭和13年）7月15日に待命、7月27日に予備役に編入された。
1947年（昭和22年）11月28日、公職追放仮指定を受けた。

## 栄典
位階
- 1938年（昭和13年）8月24日 - 正四位[4]